# Spagna ai XXII Giochi olimpici invernali
La Spagna ha partecipato ai XXII Giochi olimpici invernali svoltisi dal 7 al 23 febbraio 2014 a Soči in Russia, con una delegazione composta da 20 atleti, di cui 14 uomini e 6 donne, impegnati in 7 discipline. Portabandiera alla cerimonia d'apertura è stato il pattinatore Javier Fernández López, alla sua seconda Olimpiade. Non sono state conquistate medaglie.